# Porta del cementiri de Vilanova de Prades
La Porta del cementiri de Vilanova de Prades és una obra de Vilanova de Prades (Conca de Barberà) inclosa a l'Inventari del Patrimoni Arquitectònic de Catalunya.

## Descripció
La porta de l'actual cementiri, adossat a l'ermita de St. Antoni, està constituïda per un arc adovellat que sosté una creu de ferro i una magnífica porta de ferro forjat que, formant diversos motius decoratius, conté en el centre la data, buidada també en un semicercle de ferro, de 1867. L'estat de conservació és molt bo.